# St Georges Park (Newport)
El St Georges Park' era un estadio de fútbol, situado en Newport, en la isla de Wight. Fue el campo del Newport FC y de la selección de la Isla de Wight, que representa Wight en los Juegos bianuales de las Islas.
La asistencia récord del estadio fue de 3.112 espectadores, en un partido amistoso de pretemporada contra el Portsmouth FC, en 2008.
El equipo local, el Newport FC, abandonó este estadio en 2018. Actualmente han estado compartiendo terreno con otros equipos de la isla de Wight. El club debería haberse trasladado a un nuevo estadio deportivo especialmente construido para él, el 'Wightfibre Park', en agosto de 2022. Sin embargo, este proyecto nunca se materializó. Los planes para el nuevo estadio consistían en una nueva casa club y una tribuna con capacidad para 150 personas, así como tres gradas de pie protegidas con una capacidad total de 500 a 1000 personas.